# Титибуская обсерватория
Титибурская обсерватория — астрономическая обсерватория, основанная в 1989 году в Титибу (город), Сайтама (префектура), Япония.

## Руководители обсерватории
- Наото Сато — руководитель обсерватории

## Инструменты обсерватории
- 0.25-m f/4.2 Wright-Schmidt[1]

## Направления исследований
- Открытие астероидов

## Основные достижения
- Открыто 122 астероида с 1995 по 1998 года, которые уже получили постоянное обозначение[2]
- 2721 астрометрических измерений опубликовано с 1989 по 1999 года[3]